# Гнатюк Володимир Миколайович (педагог)
Володимир Миколайович Гнатюк (28 березня 1957) — український педагог, поет, науковець, громадський діяч, директор гімназії № 283 м. Києва, головний отаман Всеукраїнської громадської козацької дитячої організації «Дніпровська Січ», член Національної спілки письменників України. Відмінник освіти України. Заслужений працівник освіти України.

## Життєпис
Народився на Волині у селі Нири Турійського району 28 березня 1957 року. Закінчив Купичівську середню школу, а згодом — філологічний факультет Луцького державного педагогічного інституту імені Лесі Українки. На посаду директора школи № 283, а згодом — гімназії був призначений за результатами районного конкурсу «Авторська школа» у 1989 році. 1991 року розробив концепцію національної школи, реалізація якої забезпечує зростання духовної культури школярів, їх прагнення до глибокого вивчення історії, національної культури, звичаїв та традицій рідного народу. Численні наукові, методичні праці друкувалися на сторінках часописів «Директор школи», «Рідна школа», «Трибуна», «Українознавство», «Освіта», «Світ виховання» тощо. Вийшла двома виданнями у видавництві «Сталь» (2001, 2006 роки) книга «Управління системою національного виховання учнів», у якій розкрито педагогічні засади створення та функціонування ефективної системи національного виховання школярів, визначено комплекс педагогічно доцільних підходів до управління системою національного виховання, критерії оцінки її ефективності та рівнів національно вихованої особистості, наведено приклади оригінальних форм учнівського самоврядування. У 2004 році побачила світ книга В. М. Гнатюка «Національна школа — Київська гімназія № 283», у якій висвітлено науково-педагогічні основи виховання громадянина-патріота-гуманіста. Обирався депутатом Деснянської районної у місті Києві ради (1998, 2002, 2006 роки). Згодом — у 2008, 2013 роках вийшли книги «Козацько — лицарський гарт дітей та молоді», «Я — патріот».

## Творчість
Автор поетичних збірок «Твоє ім'я вже сходило в мені» (1999), «Небо і крила» (2002), «Зоряні побачення» (2007), «Малюнки на склі» (2010), «Любові промінь золотий» (2021).Понад 20 поетичних творів покладені на музику композитором О.Мирошниченком, які натхненно звучать у виконанні Інеш, І. Красовського, Н. Мирводи, О. Похвали, І. Миргородського.

## Громадська діяльність
В. М. Гнатюк — педагог-новатор патріот і поет, який у своїй педагогічній діяльності керується освітніми новітніми методиками і сучасними пріоритетами національної школи.
Громадська позиція освітянина яскраво виявляється у вихованні дітей та молоді на традиціях козацької педагогіки. Національно-патріотичне виховання є основним напрямом діяльності директора гімназії. Протягом 28-ти років у навчальному закладі активно реалізується концепція національного виховання. Досвід роботи педагогічного колективу в різні часи був узагальнений В. М. Гнатюком у науково-методичних статтях, книгах, посібниках, часописах.
Учні, які навчаються у козацькій гімназії, зустрічаються з видатними громадськими діячами, митцями, артистами. Зокрема, із Патріархом Київським і всієї Руси-України Філаретом, Героями України — Левком Лук'яненком і Віталієм Кличком, лауреатами Шевченківської премії — Борисом Олійником, Володимиром Яворівським, Василем Нечепою, Почесним гетьманом українського козацтва — Володимиром Мулявою. Освітня, громадська, наукова діяльність В. М. Гнатюка широко представлена у науково-публіцистичному виданні доктора філософських наук Олега Гриніва «Слово до майбутнього. Володимир Гнатюк — учитель, поет, провідник».

## Наукова робота
У наукових та методичних працях розкриваються педагогічні засади створення та функціонування ефективної системи національного виховання учнів загальноосвітніх навчальних закладів. Висвітлюються методики вивчення стану підготовки суб'єктів управління до здійснення національно-патріотичного виховання учнів в урочній та позаурочній роботі; визначені критерії оцінки ефективності рівнів національного виховання особистості. «Національна школа — Київська гімназія № 283» (2004), «Управління системою національного виховання учнів» (2006), «Козацько-лицарський гарт дітей та молоді» (2008), «Я — патріот» (2013), «Козацька гімназія на рубежі століть» (2019)  — Кандидат педагогічних наук (2001).

## Поетична збірка
- «Любові промінь золотий»

## Нагороди та відзнаки
- Орден «За заслуги» II і III ступеня — за значний особистий внесок у державне будівництво, соціально-економічний, науково-технічний, культурно-освітній розвиток Української держави, справу консолідації українського суспільства, багаторічну сумлінну працю (2009, 2017).
- Почесне звання заслужений працівник освіти України (2002)[1].
- Премія імені Івана Огієнка в галузі освіти (2008).
- Грамота Верховної Ради України (2010).
- Почесна грамота Верховної Ради України (2018).
- Всеукраїнська літературна премія імені О. Олеся (2002).
- Ордени Православної церкви: Святого Рівноапостольного князя Володимира Великого I , II і III ступеня, святих Кирила і Мефодія, святого Миколи Чудотворця, преподобного Нестора Літописця.
- Відзнаки «Василь Сухомлинський», «Відмінник освіти України», «Знак Пошани».
- Медаль «Почесна відзнака» Національної спілки письменників України (2018).
- Міжнародна літературно-мистецька премія імені Григорія Сковороди (2023)